# Philipp von Grünne

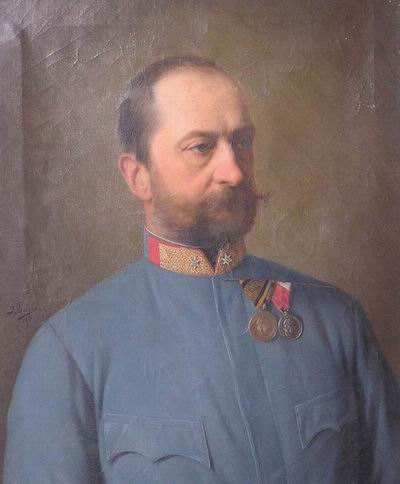
Philipp von Grünne (1833–1902)

Philipp Graf von Grünne (* 4. November 1833 in Wien; † 25. März 1902 in Dobersberg) war ein österreichischer General (Feldzeugmeister).

## Leben
Er war der erste Sohn des Generals der Kavallerie Karl Ludwig Graf von Grünne und seiner Frau Karoline geb. Prinzessin v. Trauttmannsdorff. Er trat am 7. Juni 1850 als Kadett im Pionierkorps in den Militärdienst ein und wurde am 1. August 1852 als Leutnant 2. Klasse in das Tiroler Kaiserjäger-Regiment aufgenommen. Am 1. März 1854 wurde er im Infanterie-Regiment Graf Khevenhüller Nr. 7 zum Oberleutnant und am 16. Februar 1854 zum Hauptmann 2. Klasse befördert. Am 16. Februar 1855 kam er zum Infanterie-Regiment Reichsgraf Browne Nr. 36. Am 1. Mai 1856 wurde er dem Adjutantenkorps zugeteilt und am 19. Dezember 1856 zum Rittmeister 1. Klasse befördert. Im Jahr 1857 wurde er zum Kämmerer ernannt.
1859 wurde er dem Stab von Erzherzog Albrecht von Österreich-Teschen und im September desselben Jahres der Festungskommandantur in Mainz zugeteilt. Im folgenden Jahr wurde er zum Adjutanten des Erzherzogs ernannt und in dieser Funktion am 25. Januar 1861 zum Major befördert. Während dieser Zeit war er in den Listen des Infanterieregiments Erzherzog Albrecht Nr. 44 geführt. Am 15. September 1863 dem Infanterieregiment König Albert von Sachsen Nr. 11 zugeteilt, leistete er während des Südtirol-Feldzuges, insbesondere bei Bezzecca am 21. Juli 1866 als Halbbrigadekommandeur, hervorragende Dienste bei der Verteidigung gegen die Aufständischen Garibaldis. Graf von Grünne wurde am 26. Juli zum Oberstleutnant befördert und am 16. Oktober desselben Jahres mit dem Orden der Eisernen Krone dritter Klasse mit Kriegsdekoration ausgezeichnet.
Noch während seiner Dienstzeit beim Infanterieregiment Nr. 11 wurde Graf von Grünne am 31. Oktober 1870 zum Oberst befördert und am 1. Januar 1872 als Regimentskommandeur zum Infanterieregiment Großfürst von Russland Nr. 26 versetzt, bis er am 24. März 1877 zum Kommandeur der 6. Infanteriebrigade in Salzburg ernannt wurde. Am 1. November 1877 zum Generalmajor befördert, übernahm er am 8. April 1882 das Kommando der Infanteriedivision Nr. 12  und wurde am 1. Mai desselben Jahres zum Feldmarschalleutnant befördert. Am 2. September 1882 erhielt er das Kommando der 27. Infanteriedivision und am 3. Oktober 1884 das der 19. Infanteriedivision.
Graf von Grünne wurde am 25. April 1887 mit der Ernennung zum Regiments-Inhaber des Infanterie-Regiments Nr. 43 geehrt, bevor er im folgenden Jahr zum Korpskommandeur befördert wurde. Am 18. März 1888 übernahm er das Kommando über das IX. Korps in Josefov bis zum September des folgenden Jahres. Als kommandierender General des VIII. Korps in Prag wurde er am 1. November 1889 mit dem Dienstalter vom 28. Oktober in den Rang eines Feldzeugmeisters befördert und diente in dieser Position bis zu seinem Ausscheiden aus dem aktiven Dienst am 1. August 1889.
Am 3. März 1878 hatte er Klothilde Gräfin von Thun und Hohenstein in Prag geheiratet, mit der er zwei Söhne hatte: Philipp Oswald (* 15. Juni 1889 in Prag) und Rudolf Ferdinand (* 11. April 1891 in Prag). Nach seiner Pensionierung ließ sich der General auf Schloss Dobersberg in Dobersberg in Niederösterreich nieder, das seit 1802 im Besitz seiner Familie war. Er starb dort am 25. März 1902.

## Ehrungen
Graf von Grünne war nicht nur Ritter des Ordens vom Goldenen Vlies (1892), sondern auch Träger des Ordens der Eisernen Krone I. Klasse mit Kriegsdekoration und des Militärverdienstkreuzes mit Brillanten. Er erhielt auch mehrere Auszeichnungen von ausländischen Monarchen und war Träger des Großkreuzes des preußischen Roten Adlerordens, des russischen St.-Annen-Ordens erster Klasse, des Großkreuzes von Papst Gregor dem Großen und des sächsischen Albrechts-Ordens.